# Paul Doolin
Paul Doolin (nacido el 26 de marzo de 1963) es un exfutbolista y entrenador irlandés.

## Carrera profesional
Jugó para el Bohemian Football Club, anotando en su debut el 13 de septiembre de 1981. En abril de 1983 jugó para el Primera División de Irlanda sub-21 contra sus homólogos de la Liga Italiana que incluían a Roberto Mancini y Gianluca Vialli en su equipo. 
En junio de 1985 fichó por el Shamrock Rovers y en sus tres años en el club ganó el doblete en dos ocasiones anotando 30 goles en 107 apariciones. En su primera temporada en Milltown fue el máximo goleador del club con 11 goles. Hizo seis apariciones en la competencia europea para los Hoops y jugó para la Liga de Irlanda XI en 5 clasificatorias para los Juegos Olímpicos.
En 1988 se unió al Derry City, donde ganó un triplete doméstico en 1989. En sus dos temporadas marcó 29 goles en 92 apariciones. Luego se unió al Portadown y se convirtió en el único jugador en ganar un doblete de Liga y Copa tanto al norte como al sur de la frontera.
En noviembre de 1991 volvió a fichar por Shamrock Rovers, pero esta temporada fue menos exitoso y Doolin se marchó después de 1 gol en 21 apariciones para unirse al Shelbourne, donde ganó la Copa de Irlanda en 1993. En agosto de 1996, tuvo su segundo cuclo en el Bohemian antes de mudarse a Dundalk y luego regresar a Shelbourne y ayudarlos al doble del campeonato de liga y la Copa de Irlanda en 2000.
Desde su retiro, Doolin pasó a la gerencia y primero tomó las riendas en UCD, pero se fue para tomar el relevo en Drogheda con los Estudiantes en 11 puntos a la deriva en la parte inferior de la tabla en camino a un primer descenso en 15 años. En Drogheda United los llevó a un primer éxito en la Copa de Irlanda (2005), así como a sucesivas victorias en la Setanta Sports Cup en 2006 y 2007, derrotando a Cork City (dos veces) y Linfield respectivamente. También los llevó a un primer título de Liga en 2007.
Tras separarse de Drogheda debido a la precaria situación financiera del club, se incorporó al Cork City como entrenador el 13 de enero de 2009 con un contrato de dos años a tiempo completo. A pesar de que el equipo terminó tercero en la Premier League de la Liga de Irlanda de 2009 renunció en noviembre de ese año, luego de una serie de problemas financieros fuera del campo en el club. En septiembre de 2010 fue nombrado entrenador del equipo sub-19 de la República de Irlanda.